# Església parroquial de Sant Valer i Sant Vicent Màrtir
L'Església parroquial de Sant Valer i Sant Vicent Màrtir, també coneguda com a Catedral de Russafa, es troba al barri de Russafa de la ciutat de València.

## Història
Va ser construïda sobre el solar d'una mesquita després de la conquesta cristiana, en estil gòtic amb arcs de diafragma i coberta de fusta, que va cremar el 9 de setembre de 1415.
Va ser reconstruïda amb major solidesa, amb voltes de creueria, nervadures de pedra i plementeria de rajola. No obstant això, es va considerar que el temple necessitava ampliar-se i es va decidir la construcció d'una nova església. El nou temple, d'estil barroc, va ser construït entre 1676 i 1700.
El seu traçat i la direcció de la primera etapa de la seua construcció s'atribueix a Tomás Leonardo Esteve, mentre que la decoració barroca de l'interior (hui quasi desapareguda) s'atribueix a Juan Bautista Pérez i el seu fill Juan Pérez Castiel. És de planta de creu llatina d'una sola nau i 6 capelles laterals entre contraforts.
El campanar, possible obra de José Mingues, s'acabà de construir l'any 1740. És de planta octogonal i està format per tres cossos rematat per un templet barroc. El nom de les campanes són els següents: De tocar a missa (1940), La Tereseta (1940), Sant Miquel (1965), Crist Rei (ca 1940), El Blai (1940), La Maria (1940), El Vicent (1940) i El Valdre (1940). Totes les campanes van ser realitzades després de la Guerra Civil espanyola, ja que les anteriors van ser destruïdes durant el conflicte.
Va ser incendiada l'any 1936 i reconstruïda a finals de 1939 per Salvador i Manuel Pascual i José Luis Testor. Està catalogada com a Bé de Rellevància Local amb el codi 46.15.250-018.